# Coquillettidia giblini
Coquillettidia giblini är en tvåvingeart som först beskrevs av Taylor 1914.  Coquillettidia giblini ingår i släktet Coquillettidia och familjen stickmyggor. Inga underarter finns listade i Catalogue of Life.